# マムフォード・アンド・サンズ
マムフォード・アンド・サンズ （Mumford & Sons） は、イギリス・ロンドン出身のフォークロックバンドである。2007年結成。
デビューアルバムである『サイ・ノー・モア』は全世界で800万枚以上という驚異的な売り上げを記録し、グラミー賞やNMEアワードの最優秀新人賞にノミネートされるなどしている。

## メンバー
- マーカス・マムフォード(Marcus Mumford) - ボーカル、ギター、ドラムス、マンドリン。2012年に女優のキャリー・マリガンと結婚している[2]。
- ベン・ラヴェット(Ben Lovett) - ボーカル、キーボード、アコーディオン、ドラムス。通っていたパブリックスクールであるキングズ・カレッジでマムフォードと出会った。
- テッド・ドウェイン(Ted Dwane) - ボーカル、コントラバス、ベース、ドラムス、ギター。パブリックスクールであるミルフィールド・スクールを卒業。

### 元メンバー
- カントリー・ウィンストン・マーシャル(Country Winston Marshall) - ボーカル、バンジョー、ドブロ。セント・ポールズ・スクール (ロンドン)卒。父はヘッジファンドの億万長者であり、キャメロン内閣で副首相を務めたニック・クレッグのアドバイザーも務めるポール・マーシャルである。2016年に女優のディアナ・アグロンと結婚している。2021年6月24日に正式脱退。

## 来歴

### 結成初期
2007年12月、マーカス・マムフォードを中心に、彼を含めたカントリー・ウィンストン・マーシャル、ベン・ラヴェット、テッド・ドウェインの4人で結成される。翌年2月にUKツアー、6月にグラストンベリー・フェスティバルなど着々と経験を積んでいき、年末にはチェスクラブ・レコードからEP『Love Your Ground』をリリース。収録曲『リトル・ライオン・マン』はファーストアルバム、『サイ・ノー・モア』にも収録されることとなる。

### サイ・ノー・モア
2009年、プロデューサーにアーケード・ファイア、コールドプレイなどを手がけたマーカス・ドラヴスを起用し、アルバム『サイ・ノー・モア』の制作に取り掛かり始める。8月にはアイランド・レコードと契約した。そして10月2日、ファーストアルバム、『サイ・ノー・モア』を本国イギリスでリリース。アメリカでは翌年2月にリリースされた。同アルバムは全英、全米アルバムチャート共に最高2位を記録し、どちらにも合計130週以上に渡りチャートにランクインするというロングセラーアルバムとなる。この『サイ・ノー・モア』の成功によりバンドは多数の賞を受賞、ノミネートされることとなり、第53回グラミー賞で2部門、翌第54回グラミー賞では4部門にノミネートされた。更に2011年のブリット・アワードでは年間最優秀アルバム賞を受賞。最終的に『サイ・ノー・モア』の売り上げは全世界で800万枚以上に上り、米英両国は勿論、世界的な人気を不動のものとした。

### バベル
2011年3月、ベン・ラヴェットが今年の後半にセカンドアルバムをレコーディングするつもりだと明かす。同月には2010年に続きグラストンベリー・フェスティバルに出演。2012年には、6月22日に公開されたピクサーのアニメーション映画、『メリダとおそろしの森』に楽曲、『ラーン・ミー・ライト』を提供。そして7月、正式にセカンドアルバムの詳細が明らかにされ、8月には同アルバムから『アイ・ウィル・ウェイト』がリードシングルとしてリリースされた。9月21日、ドイツ、オーストラリアを始めとする8カ国でセカンドアルバム、『バベル』をリリース。同月24日にはイギリス、翌25日にはアメリカでもリリースされた。全英ではリリース初週で約15万9000枚を売り上げ、ラナ・デル・レイの『ボーン・トゥ・ダイ』（約11万7000枚）が持っていた2012年の発売週セールス記録を塗り替えて初登場1位を記録。全米では約60万枚を売り上げ、ジャスティン・ビーバーの『ビリーヴ』（約37万4000枚）が持っていた2012年の発売週セールス記録を塗り替えて同じく初登場1位を記録した。更に全米シングルチャートには『アイ・ウィル・ウェイト』、『バベル』、『ラヴァーズ・アイズ』、『ウィスパーズ・イン・ザ・ダーク』、『ホランド・ロード』、『ゴースツ・ザット・ウィ・ニュー』の6曲がランクインし、ザ・ビートルズが1964年9月に達成した記録に48年ぶりに並んだ。2013年、第55回グラミー賞で、最優秀アルバム賞を受賞した。

### ワイルダー・マインド～ヨハネスブルグ
2015年にサードアルバム『ワイルダー・マインド』をリリース。バンジョーなどのカントリー関連楽器を用いずに、ドラムセットを導入したオルタナティブ・ロックに接近する音像が話題となった。
2016年にミニアルバム『ヨハネスブルグ』をリリース。南アフリカ共和国ヨハネスブルグでレコーディングが行われ、アフリカの民族音楽を導入した新曲を収録。アフリカ出身、またはルーツをもつミュージシャンらとコラボレーションを行った。同年末には、同地で行われたライブを収録した映像作品『ダスト・アンド・サンダー：ライブ・フロム・サウスアフリカ』を発表。

### デルタ～マーカスのソロ活動
2018年にフォースアルバム『デルタ』をリリース。より音楽ジャンルの幅が広がったアレンジを展開し、前作では使用を控えられたバンジョーなどの民族楽器も再度使用された。
2021年3月、メンバーのマーシャルが保守系ジャーナリストの書籍をSNS上で称賛したことで非難が殺到し、一時的にバンドから離脱。同年6月24日に「自由な発言」と「バンドへの影響を極力避けたい」という理由から正式にバンドから脱退すると発表した。
2022年9月、フロントマンのマーカスが初のソロアルバム『セルフタイトルド』をリリース。元々はバンドのために制作した楽曲だったが、非常にパーソナルな内容であったためソロとしてリリースすることをバンドメンバーから勧められたという。本作でマーカスは、6歳の時に性的虐待を受けた過去を告白し話題となった（マーカスの両親は福音主義キリスト教の指導者だが、加害者は両親でも教会関係者でもない人物だったとしている）。

### ラシュミア
2024年1月、『デルタ』以来となる新曲「Good People」を配信リリース。ファレル・ウィリアムスとの共作となっている。
2025年3月、バンド結成の地ラシュミアの名を冠した、7年ぶりとなるオリジナルアルバム『ラシュミア』をリリース。

## 歌詞
マムフォード＆サンズの歌詞の世界の多くは、文学の世界に強く影響を受けている。デビューアルバムのタイトル「サイ・ノー・モア」、また同名の収録曲の歌詞は、シェイクスピアの戯曲「空騒ぎ（Much Ado About Nothing）」から引用されている。また、その中に収録されている「Roll Away Your Stone」の歌詞には同じくシェイクスピアの戯曲である「マクベス」からの引用がある。同アルバム収録曲「The Cave」に関しては、プラトンの国家 (対話篇)の「洞窟の比喩（Allegory of the Cave）」からの引用であり、ホメロスのオデュッセイアからの引用も含んでいる。（詳しく言えば、ギルバート・ケイス・チェスタートンの『アッシジの聖フランチェスコ』からの引用である。聖フランチェスコが神の観点からどのように世界を見るかを説明する方法として、チェスタートンはプラトンの「洞穴の比喩」を使用している）。「Timshel」 と「Dust Bowl Dance」の2つの楽曲に関しては、ジョン・スタインベックの「二十日鼠と人間」、「エデンの東」および「怒りの葡萄」からの引用を見つけることが出来る。

## エピソード
シンガーソングライターのジェイク・バグは、マムフォード＆サンズのメンバーがパブリックスクール出身のアッパーミドル階級であることから「バンジョーを持った金持ち野郎にしか見えない」とコメントした。
一方ノエル・ギャラガーは、「マムフォード＆サンズは好きだ。あんな曲を書いてみたい。」と賛辞を送っている。

## ディスコグラフィ

### アルバム
| 年   | タイトル     | アルバム詳細                                                                                            | チャート最高位 | チャート最高位 | チャート最高位 | チャート最高位 | チャート最高位 | チャート最高位 | チャート最高位 | チャート最高位 | チャート最高位 | チャート最高位 | チャート最高位 | チャート最高位 | 認定 |
| 年   | タイトル     | アルバム詳細                                                                                            | UK             | AUS            | AUT            | BEL            | CAN            | GER            | IRL            | NLD            | NZ             | SWE            | SWI            | US             | 認定 |
| ---- | ------------ | --- | -------------- | -------------- | -------------- | -------------- | -------------- | -------------- | -------------- | -------------- | -------------- | -------------- | -------------- | -------------- | --- |
| 2009 | Sigh No More | - 発売日: 2009年10月5日 - レーベル: Island - フォーマット: CD, LP, digital download - 全米売上: 320万枚 | 2              | 1              | 26             | 3              | 2              | 29             | 1              | 3              | 1              | 28             | 21             | 2              | - UK: 5× プラチナ - AUS: 4× プラチナ - AUT: プラチナ - BEL: プラチナ - CAN: 2× プラチナ - GER: プラチナ - NZ: 2× プラチナ - US: 3× プラチナ                                                    |
| 2012 | Babel        | - 発売日: 2012年9月21日 - レーベル: Island - フォーマット: CD, LP, digital download - 全米売上: 270万枚 | 1              | 2              | 2              | 1              | 1              | 2              | 1              | 1              | 1              | 4              | 2              | 1              | - UK: 3× プラチナ - AUS: 3× プラチナ - AUT: プラチナ - BEL: ゴールド - CAN: 5× プラチナ - GER: プラチナ - IRL: 2× プラチナ - NZ: 2× プラチナ - SWE: プラチナ - SWI: ゴールド - US: 2× プラチナ |
| 2015 | Wilder Mind  | - 発売日: 2015年5月4日 - レーベル: Island - フォーマット: CD, LP, digital download - 全米売上: 50万枚   | 1              | 1              | 2              | 2              | 1              | 2              | 1              | 1              | 4              | 2              | 2              | 1              | - UK: ゴールド - AUS: ゴールド - AUT: プラチナ - CAN: プラチナ - NZ: ゴールド - US: ゴールド                                                                                                   |